# 乌克兰希腊礼天主教费城总教区
乌克兰希腊礼天主教费城总教区是一个乌克兰希腊礼天主教会的天主教东方礼总教区（Archeparchy），统辖所有美国的乌克兰希腊礼天主教教区以及教徒。其位于宾夕法尼亚州费城的总部地址是北富兰克林街827号。
現任總主教為鮑利斯·古德濟阿克，輔理主教為安德肋·拉比，榮休總主教為德範·蘇利克和德範·索羅卡，榮休輔理主教為若望·布拉。